# Ala 45
El Ala 45 (previamente 45 Grupo de Fuerzas Aéreas) de España es una unidad operativa del Ejército del Aire y del Espacio, una de las ramas de las Fuerzas Armadas, cuya misión es el transporte aéreo del rey de España, la familia real, el presidente del Gobierno y otros altos cargos gubernamenales. Asimismo tiene encomendado el transporte de tropas y personal en misiones internacionales. Tiene su base en la Base Aérea de Torrejón (Madrid).

## Flota actual
Actualmente, la flota del Ala 45 está compuesta por dos Airbus 310 en servicio desde el año 2003 y cinco Falcon 900B introducidos en 2004. Desde 2021 también opera 3 Airbus A330 MRTT, para reabastecimiento en vuelo, transporte de personal y recursos materiales.
| Fotografía | Aeronave            | N.º aeronave | Alta | Notas |
| ---------- | ------------------- | ------------ | ---- | --- |
|            | Airbus A310         | 2            | 2003 | Destinadas a viajes oficiales. Una de las aeronaves se utiliza para el transporte del rey y su real familia, mientras que la otra es utilizada habitualmente por el presidente del Gobierno y el ministro de Asuntos Exteriores. |
|            | Dassault Falcon 900 | 5            | 1988 | Se utilizan para viajes cortos de la familia real y altos cargos del Gobierno. |
|            | Airbus A330 MRTT    | 3            | 2021 | Reabastecimiento en vuelo y transporte de personal y material. |